# Клонакилти
Клонакилти (англ. Clonakilty; ирл. Cloich na Coillte (Клохь-на-Кэльте)) — (малый) город в Ирландии, находится в графстве Корк (провинция Манстер). Город находится на южной части острова, на холмистой местности, и практически исключительно посвящён молочному животноводству. Известный бренд, изготовляемый из местного молока — Irish Yogurts.
В 1999 году город выиграл Irish Tidy Towns Competition. Клонакилти — официально первый город справедливой торговли. В 2007 году он получил статус Европейского направления на мастерство (European Destination of Excellence) от Европейской комиссии во время церемонии в Португалии и первым получателем этого престижного титула в Ирландии.
Здесь жил и посещал школу Майкл Коллинз, в старости место сделал своим домом Ноэль Реддинг.
Местная железнодорожная станция была открыта 28 августа 1886 года и закрыта 1 апреля 1961 года.

## Демография
Население — 4154 человека (по переписи 2006 года). В 2002 году население составляло 3698 человек. При этом, население внутри городской черты (legal area) было 3745, население пригородов (environs) — 409.
Данные переписи 2006 года:
| Общие демографические показатели |               |                               |                               |      |      |
| Всё население                    | Всё население | Изменения населения 2002—2006 | Изменения населения 2002—2006 | 2006 | 2006 |
| 2002                             | 2006          | чел.                          | %                             | муж. | жен. |
| 3698                             | 4154          | 456                           | 12,3                          | 1969 | 2185 |

В нижеприводимых таблицах сумма всех ответов (столбец «сумма»), как правило, меньше общего населения населённого пункта (столбец «2006»).
| Религия (Тема 2 — 5 : Число людей по религиям, 2006) |             |                |             |            |       |      |
| Католики, чел.                                       | Католики, % | Другая религия | Без религии | не указано | сумма | 2006 |
| 3590                                                 | 86,4        | 291            | 232         | 41         | 4154  | 4154 |

| Этно-расовый состав (Этничность. Тема 2 — 3 : Постоянное население по этническому или культурному происхождению, 2006) |            |              |       |        |        |            |       |       |
| Белые ирландцы | Лухт-шулта | Другие белые | Негры | Азиаты | Другие | Не указано | сумма | 2006  |
| 3297 | 37         | 521          | 43    | 52     | 58     | 41         | 4049  | 4154  |
| Доля от всех отвечавших на вопрос, %                                                                                   |            |              |       |        |        |            |       |       |
| 81,4 | 0,9        | 12,9         | 1,1   | 1,3    | 1,4    | 1,0        | 100   | 97,51 |

1 — доля отвечавших на вопрос о языке от всего населения.
| Владение ирландским языком (Тема 3 — 1 : Число людей от 3 лет и старше по способности говорить по-ирландски, 2006) |      |            |       |       |
| Владеете ли Вы ирландским языком?                                                                                  |      |            |       |       |
| Да | Нет  | Не указано | сумма | 2006  |
| 1740 | 2200 | 65         | 4005  | 4154  |
| Доля от всех отвечавших на вопрос о языке, %                                                                       |      |            |       |       |
| 43,4 | 54,9 | 1,6        | 100   | 96,41 |

1 — доля отвечавших на вопрос о языке от всего населения.
| Использование ирландского языка (Тема 3 — 2 : Говорящие по-ирландски от 3 лет и старше по частоте использования ирландского языка, 2006) |                                                            |                                               |                                               |                                               |                                               |                                               |       |                                     |      |
| Как часто и где Вы говорите по-ирландски?                                                                                                |                                                            |                                               |                                               |                                               |                                               |                                               |       |                                     |      |
| ежедневно, только в образовательных учреждениях                                                                                          | ежедневно, как в образовательных учреждениях, так и вне их | в других местах (вне образовательной системы) | в других местах (вне образовательной системы) | в других местах (вне образовательной системы) | в других местах (вне образовательной системы) | в других местах (вне образовательной системы) | сумма | всего, отвечавших на вопрос о языке | 2006 |
| ежедневно, только в образовательных учреждениях                                                                                          | ежедневно, как в образовательных учреждениях, так и вне их | ежедневно                                     | каждую неделю                                 | реже                                          | никогда                                       | не указано                                    | сумма | всего, отвечавших на вопрос о языке | 2006 |
| 473 | 45                                                         | 23                                            | 115                                           | 650                                           | 409                                           | 25                                            | 1740  | 4005                                | 4154 |
| Доля от всех отвечавших на вопрос о языке, %                                                                                             |                                                            |                                               |                                               |                                               |                                               |                                               |       |                                     |      |
| 11,8 | 1,1                                                        | 0,6                                           | 2,9                                           | 16,2                                          | 10,2                                          | 0,6                                           | 43,4  | 100                                 |      |

| Типы частных жилищ (Тема 6 — 1(a) : Число частных домовладений по типу размещения, 2006) |          |         |                 |            |       |      |
| Отдельный дом                                                                            | Квартира | Комната | Переносные дома | не указано | сумма | 2006 |
| 1202                                                                                     | 193      | 12      | 0               | 25         | 1432  | 4154 |